# A Lass of the Lumberlands
A Lass of the Lumberlands è un serial muto del 1916 diretto da Paul Hurst e da J.P. McGowan.

## Produzione
Il film fu prodotto dalla Signal FIlm. Fu girato in California, ad Arcata, Eureka, Mad River, Pasadena, Sequoia National Forest, Yosemite National Park.

## Distribuzione
Distribuito dalla Mutual Film, il serial uscì nelle sale cinematografiche USA il 23 ottobre 1916. Non si conoscono copie ancora esistenti della pellicola che viene considerata presumibilmente perduta.